# Lajksjö
Lajksjö of Laiksjö is een dorp (småort) binnen de Zweedse gemeente Dorotea. Het dorp ontstond toen de eerste inwoner in 1751 arriveerden. De woonplaats groeide uit tot een echt dorp, dat moest leven van landbouw en veeteelt. Het inwonersaantal nam toe en men hoopte dat de parochie zich in het dorp zou vestigen. Die eer ging echter naar Dorotea en mede daardoor nam het inwonersaantal in de loop van de 20e eeuw af. Doordat zich steeds meer industrieën zich in Dorotea vestigden, steeg het inwonersaantal gedurende de laatste jaren van de 20e eeuw naar rondom de 175. Het dorp heeft tijdens het toerismeseizoen echter veel meer inwoners dan buiten die tijd. Het ligt op de oostoever van het Lajksjön.
Bestuurscentrum / Tätort: Dorotea
Småort: Avaträsk · Högland · Svanabyn · Västra Ormsjö
Overig: Bellvik · Borgafjäll · Fågelsta · Granåsen · Häggås · Korssele · Lajksjö · Lavsjö · Mårdsjö · Rajastrand · Risbäck · Storjola · Storbäck · Ullsjöberg · Östra Ormsjö